# Vijf Klassieken
De Vijf Klassieken is een verzameling Chinese geschriften. Zij vormen de kern van de canon van het confucianisme, de Dertien Klassieken en hebben een buitengewoon grote invloed uitgeoefend op de Chinese cultuur.

## Samenstelling
- Het Boek der Veranderingen (Yijing, beter bekend als I Ching, afgeleid van Yi (易), veranderingen). De kern bestaat uit 64 hexagrammen die zijn voorzien van een cryptische uitleg. Het boek werd belangrijk voor het Confucianisme vanwege de toegevoegde commentaren onder de naam de Tien vleugels. Hiervan werd aangenomen dat ze door Confucius zelf waren geschreven.
- Het Boek der Documenten (Shujing, afgeleid van Shu (書), documenten, oorkonden, ook wel Shangshu, Achtenswaardige documenten. Dit is een losse verzameling toespraken, berispingen en aansporingen. De geschriften werden toegeschreven aan koningen en ministers en zouden volgens de tradities stammen uit de periode die loopt van de mythische Gele Keizer tot en met de Westelijke Zhou (-770 v.Chr.).
- Het Boek der Liederen of Boek der Oden (Shijing, afgeleid van Shi (詩), oden, liederen). Van deze verzameling van 305 gedichten werd aangenomen dat Confucius die had samengesteld uit 3000 door ambtenaren uit alle delen van het rijk verzamelde liederen.
- Li (禮, riten, innerlijke wellevendheid), eigenlijk een verzameling van drie rituele handboeken, de Sanli, Drie Riten). Zij bestaan uit:  
  - Riten van Zhou (Zhouli). Dit werk is een geïdealiseerd overzicht van de regeringsorganisatie in de vroege Chou-tijd.
  - Regels en riten (Yili). Dit werk geeft een nauwkeurige beschrijving van de riten die de laagste adellijke klasse, de Shi (士) dienden te volgen tijdens hun contacten met gelijke of hoger geplaatste adellijken.
  - Optekeningen over de riten (Liji). Dit is een beschrijvingen van te volgen riten bij uiteenlopende gebeurtenissen als een begrafenis, een rouw- of offerplechtigheid, een huwelijk of een banket. Deze beschrijvingen werden toegeschreven aan Confucius.
- De Lente- en Herfstannalen (Chunqiu), de uiterst beknopte annalen van Lu, de staat waar Confucius woonde. De annalen beschrijven de periode tussen 722 en 481 v.Chr. Volgens de traditionele opvatting heeft Confucius deze kroniek samengesteld en maakte hij door subtiele woordkeuzes zijn instemming met of zijn afkeuring van een bepaalde gebeurtenis kenbaar (baobian 褒貶).

## Ontstaan
De werken hebben elk een eigen voorgeschiedenis. Vierhonderd jaar na de dood van Confucius (479 v.Chr.) verklaarde de Han-keizer Han Wudi (140-88 v.Chr.) het Confucianisme tot staatsleer. De tekstverzamelingen waaraan Confucius zelf zou hebben bijgedragen of waaruit hij lering en inspiratie zou hebben geput werden toen gecanoniseerd tot de Vijf Klassieken. 
Oorspronkelijk zou er nog een zesde werk zijn geweest:
- Muziek (Yue, 樂), het Boek van de muziek (Yuejing 樂經), maar dit boek was volgens de traditie verloren geraakt. Dit kan het gevolg zijn geweest van een proces om de zes klassieken terug te brengen naar vijf, onder invloed van de leer van de Vijf Elementen. Die werd gedurende de vroege Han-tijd steeds belangrijker. Ma Rong (馬融, 79-166 na Chr.) heeft een hoofdstuk over muziek (Optekening over muziek, 樂記, 'Yueji') toegevoegd aan de Liji. Mogelijk is dit een verkorte versie van het verloren geraakte werk.